# Wolfram Pirchner
Wolfram Pirchner, né le 21 avril 1958 à Innsbruck, est un journaliste, présentateur de télévision et homme politique autrichien. Il est député européen du 17 octobre 2023 au 15 juillet 2024,.

## Biographie
Pirchner étudie l'anglistique et la musique scolaire à l'Université d'Innsbruck, ainsi que l'éducation instrumentale et la pédagogie musicale au Mozarteum de Salzbourg. Déjà pendant ses études, il travaille en tant que rédacteur et animateur dans le service d'actualités du bureau régional ORF du Tyrol. À partir de 1988, Wolfram Pirchner anime l'émission locale "Tirol heute" et est également rédacteur en chef de cette émission de télévision locale.
Dans le programme phare du samedi soir, il est le présentateur de l'émission de télévision "Jackpot" ainsi que de divers événements en plein air.
Après deux ans de travail à Sat.1 en Bavière, il retourne à l'ORF. De 1993 à 1995, Wolfram Pirchner co-anime avec Hannelore Veit les actualités du soir "Zeit im Bild" et, à partir de mars 1995, le magazine de pré-soirée quotidien "Willkommen Österreich". Depuis l'an 2000, Wolfram Pirchner présente chaque année la "Pré-sélection du Grand Prix de la musique populaire". Il anime également fréquemment des émissions de musique, telles que les 10 épisodes de la "Volkstümliche Hitparade" en 1997-1998, la "Superhitparade der Volksmusik" en 1998 et le "Bischofshofener Schanzenfest" en 1999. Depuis 2003, il présente la "Starnacht im Montafon" et monte également pour la première fois sur scène en tant qu'animateur de la "Starnacht am Wörthersee" en 2004. De 1999 à 2003, il a également été l'animateur de l'émission "Sport am Sonntag". De 2007 à 2012, il co-anime l'émission d'information "Heute in Österreich" en alternance avec Katharina Kramer. De 2012 à 2017, il co-anime en alternance avec Verena Scheitz le magazine de pré-soirée "heute leben".
En 2004 et 2005, Pirchner reçoit le prix du public TV Romy en tant que « meilleur animateur ». En 2012, il participe à l'émission de danse Dancing Stars de l'ORF aux côtés de onze autres personnalités, où il est éliminé lors de la sixième émission le 20 avril 2012.
Avec la fin de heute leben le 18 août 2017, Pirchner quitte l'ORF.

## Carrière politique
En décembre 2017, sa candidature aux élections régionales de 2018 en Basse-Autriche pour le Parti populaire de Basse-Autriche est annoncée,. Pour les élections européennes de 2019, il est placé en sixième position sur la liste de l'ÖVP,. Cependant, lors de ces deux élections, Pirchner n'a pas réussi à obtenir le mandat souhaité.
À la suite de la nomination de Simone Schmiedtbauer au gouvernement régional de Styrie de Christopher Drexler, il devient député européen.